# Ficătar

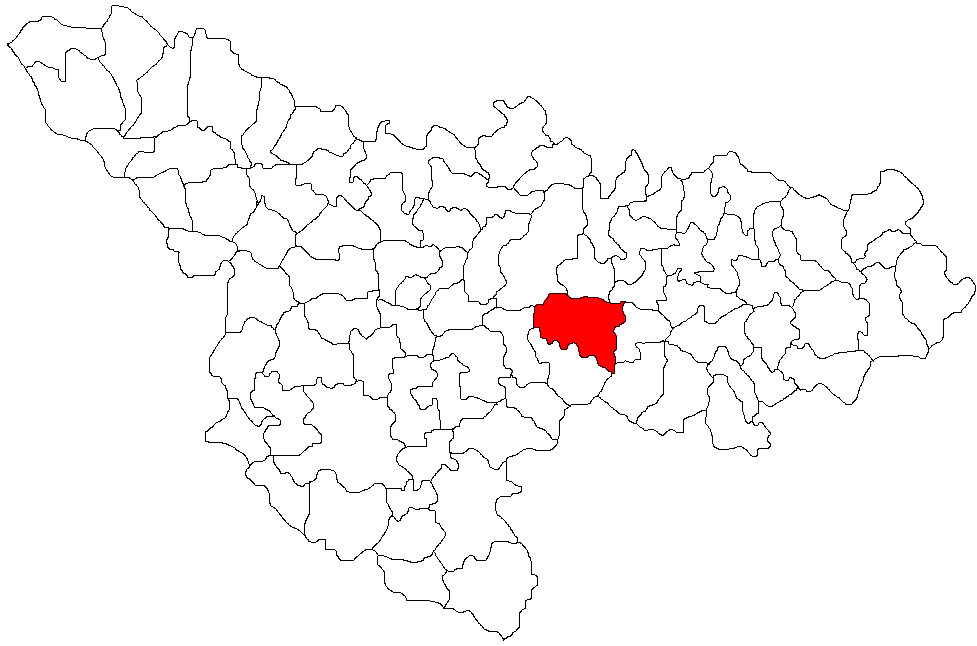
Lage der Gemeinde Racovița im Kreis Timiș

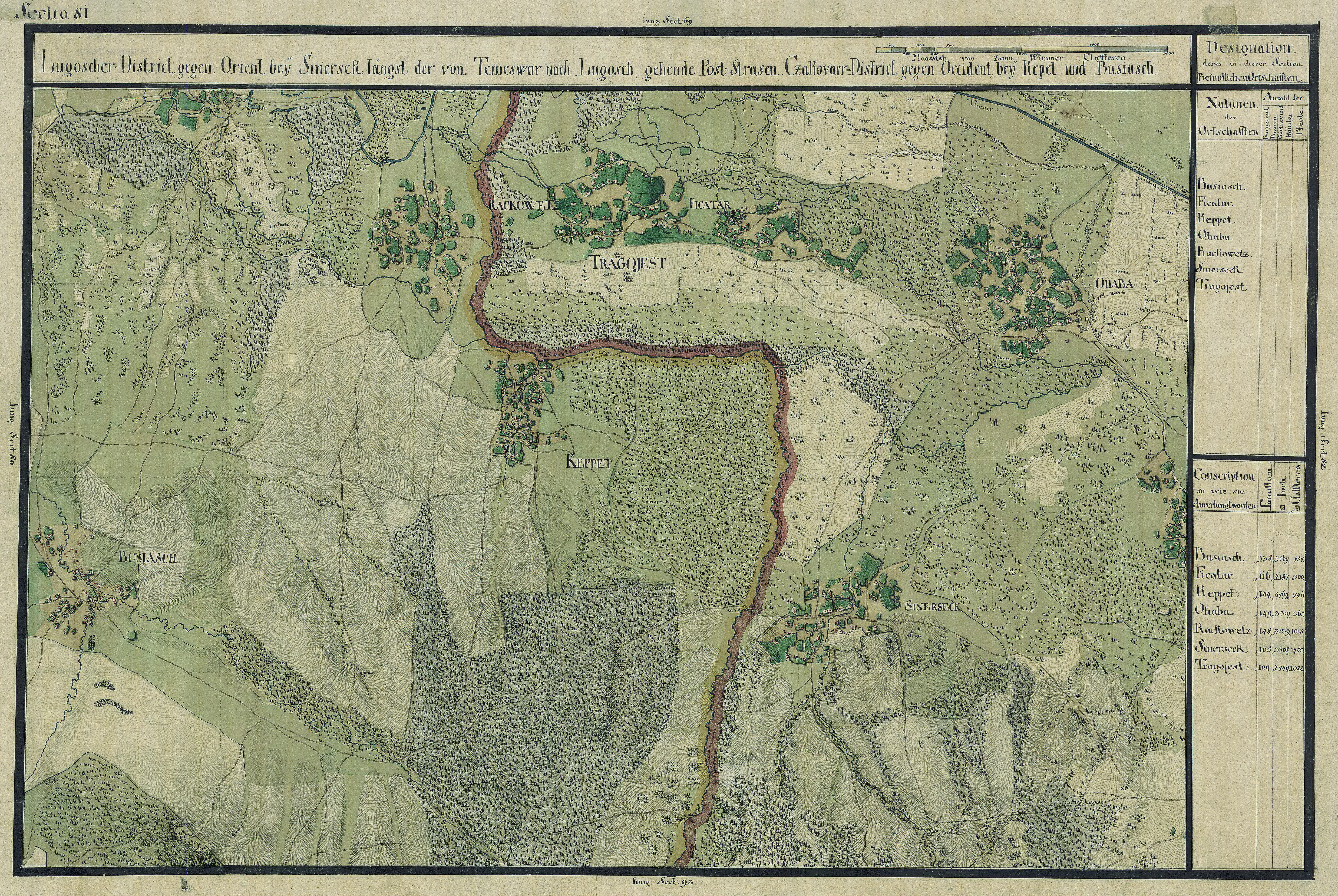
Ficătar auf der Josephinischen Landaufnahme (1769–72)

Ficătar (deutsch Fekete, ungarisch Feketeér) ist ein Dorf im Kreis Timiș, in der Region Banat, im Südwesten Rumäniens. Ficătar gehört zur Gemeinde Racovița.

## Geografische Lage
Ficătar liegt im Zentrum des Kreises Timiș, am Temeschufer, 17 km westlich von Lugoj.

## Nachbarorte
| Topolovățu Mic | Ictar-Budinți                               | Chizătău      |
| Drăgoiești     | Kompassrose, die auf Nachbargemeinden zeigt | Ohaba-Forgaci |
| Căpăt          | Sinersig                                    | Boldur        |

## Geschichte
Im Laufe der Jahrhunderte traten verschiedene Schreibweisen des Ortsnamens in Erscheinung:
1320 Fyghatar,
1467 Feketheer,
1717 Vigetar,
1808 Fikatár,
1913 Feketeér,
1919 Ficătar und Fikatár.
Eine erste urkundliche Erwähnung von Fyghatar stammt aus dem Jahr 1320. Der Ortsname erscheint in mehreren mittelalterlichen Zeitdokumenten und wird auch während der Türkenherrschaft mehrmals erwähnt.
Auf der Volkszählung von 1717 ist Viketer mit 18 Häusern eingetragen und gehört zum Distrikt Făget. Nach dem Frieden von Passarowitz (1718) war die Ortschaft Teil der Habsburger Krondomäne Temescher Banat. Auf der Mercy-Karte von 1723 ist der Ort Ficatar bewohnt und gehört zum Distrikt Lugoj.
Infolge des Österreichisch-Ungarischen Ausgleichs (1867) wurde das Banat dem Königreich Ungarn innerhalb der Doppelmonarchie Österreich-Ungarn angegliedert. Die amtliche Ortsbezeichnung war Feketeér.
Der Vertrag von Trianon am 4. Juni 1920 hatte die Dreiteilung des Banats zur Folge, wodurch Ficătar an das Königreich Rumänien fiel.
In der Zwischenkriegszeit gehört Ficătar zum Stuhlbezirk Buziaș im Kreis Timiș-Torontal.

## Bevölkerungsentwicklung
| 1880 | 982 | 953 | 4  | 25 | 33 |
| 1910 | 951 | 915 | 24 | 12 | -  |
| 1930 | 827 | 796 | 13 | 9  | 9  |
| 1977 | 593 | 569 | 4  | 1  | 19 |
| 2002 | 454 | 433 | 1  | 1  | 19 |